# اس‌اس اسنیفل (۱۸۷۶)
اس‌اس اسنیفل (۱۸۷۶) (به انگلیسی: SS Snaefell (1876)) یک کشتی بود که طول آن ۲۵۱ فوت ۳ اینچ (۷۶٫۶ متر) بود. این کشتی در سال ۱۸۷۶ ساخته شد.